# Guy II de Laval-Rais
Pour les articles homonymes, voir Guy de Laval.
 (janvier 2010).
Si vous disposez d'ouvrages ou d'articles de référence ou si vous connaissez des sites web de qualité traitant du thème abordé ici, merci de compléter l'article en donnant les références utiles à sa vérifiabilité et en les liant à la section « Notes et références ».
Guy II de Montmorency-Laval, dit « Guy de Laval-Blaison » et « Guy de Laval-Rais », (mort en 1415, inhumé dans l'église abbatiale de Buzay) est baron de Retz, seigneur de Machecoul, de Chemillé (Chemellier plutôt que Chemillé, les deux en Anjou), de Falleron, de Froidfond, de Saint-Étienne-de-Mer-Morte, de Pornic, de Princé, de Vue, de Bouin, de Challouyau, de Blaison et de La Mothe-Achard.

## Famille
Guy de Montmorency-Laval est le fils de Guy Ier « Brumor » de Montmorency-Laval (mort en 1383), chevalier, seigneur de Challouyau, de Chemillé, de Falleron et de Froidfond, et de Tiphaine de Husson (morte en 1398), dame de Ducey.
Il est apparenté par son père aux maisons de Montmorency et de Laval, ainsi qu'à la maison de Chabot : il est le petit-fils de Jeanne Chabot (1300-1341) dite « Jeanne de Retz la Folle », fille de Gérard III Chabot « le Benoist », baron de Retz, par qui il descend des premiers seigneurs et barons de Retz.

## Mariage et succession de Retz
En 1400, Jeanne Chabot, dite Jeanne de Retz « la Sage » (1331-1406), dernière héritière de la baronnie de Retz, désigne Guy de Laval comme seul héritier, à l'unique condition qu'il abandonne pour lui et ses descendants le nom et les armes de Laval, pour prendre les armes et le nom de Retz. Guy de Laval hérite de ce fait des seigneuries de Machecoul, Saint-Étienne-de-Mer-Morte, Pornic, Princé, Vue, Bouin, qui forment la baronnie de « Rais », correspondant peu ou prou à l'actuel pays de Retz).
Guy II de Laval, en conséquence de cette clause, quitte le nom de Laval pour celui de Retz (Rais à l'époque), et les armes de sa branche (qui étaient de Montmorency-Laval : le premier canton d'argent chargé d'un lion de gueules pour brisure) pour prendre celles de Retz (d'or à la croix de sable), acceptant son nouveau titre le pénultième jour de septembre 1401.
Mais, se dédisant, Jeanne de Retz la Sage adopte finalement ensuite (par un acte daté du 14 mai 1402) pour héritière Catherine de Machecoul, sa cousine éloignée, arrière-arrière-petite-fille de Gérard II Chabot. Cette décision déclenche un grand procès entre Guy II de Laval et Jean de Craon, fils de Catherine de Machecoul et seigneur de La Suze, de Chantocé et d'Ingrandes. Ce procès prend fin par le mariage de Guy II de Laval avec Marie de Craon (1387-28 octobre 1415), la fille de Jean de Craon, laquelle lui cède les prétentions qu'elle avait sur sa seigneurie de Retz. 
Guy II de Laval consent en février 1404 à épouser Marie de Craon (1387 – avant 1415), dame de Champtocé et d'Ingrandes, elle-même fille de Jean de Craon (vers 1355 - 25 novembre 1432), seigneur de La Suze-sur-Sarthe et de Champtocé, sieur des Jamonières, et de Béatrice de Rochefort (morte le 28 juin 1421), dame de Rochefort-en-Terre.
Guy II de Laval devient baron de Retz en 1406, à la mort de Jeanne de Retz « la Sage ». Cela fait de lui le doyen des barons de Bretagne, titre dont son fils aîné Gilles de Retz héritera ensuite.
Guy de Laval a deux fils de son mariage avec Marie de Craon :
- Gilles de Rais (1405 ? - 1440), maréchal de France, baron de Retz ;
- René de Rais (1414 ? - 1473), baron de Retz, seigneur de La Suze-sur-Sarthe.

## Armoiries deGuyIIde Laval-Rais

### Armes des Montmorency-Laval (avant 1406)
| Blason | Blasonnement : D'or, à la croix de gueules, chargée de cinq coquilles d'argent, et cantonnée de seize alérions d'azur ; au franc-canton d'argent au lion de gueules,. Commentaires : Il s'agit des armes de la branche des seigneurs de Challouyau de famille de Montmorency-Laval, dont faisait partie Guy II de Laval-Rais. |

### Armes de Retz (après 1406)
| Blason | Blasonnement : D'or à la croix de sable. |